# Luvo Manyonga
Luvo Manyonga (Paarl, Dél-afrikai Köztársaság, 1991. január 8. –) dél-afrikai világbajnok távolugró atléta. Eddigi legjobb ugrását 2017-ben teljesítette Potchefstroom–ban, 865 centiméterrel. A 2016-os riói olimpián ezüstérmes lett, a 2017-es londoni világbajnokságon pedig aranyérmet szerzett.

## Sportpályafutása

### Fiatalkora
Egy apró dél-afrikai településen, az ország délnyugati részén fekvő Mbekweni-ben nőtt fel nagy szegénységben. Édesapja nem törődött a családjával, így édesanyja takarításból próbálta fenntartani gyermekeit.
Amikor úgy alszol el, hogy este nincs étel az asztalon, az keménnyé tesz.
Társai szórakoztatására autókat és kerítéseket ugrált át természetes könnyedséggel. Helyi pályamenti versenyeken vett részt, amikor egy ottani edző, Mario Smith hamar felfedezte Manyonga távolugró tehetségét és azonnal elhatározta, hogy támogatni fogja a szakmai karrier felé.

### Karrierje kezdete
18 évesen mutatkozott be először hivatalos versenyen, a Mauritiuson rendezett junior Afrika-bajnokságon, ahol 749 cm-t ugrott mellyel bronzérmet szerzett. A kanadai Moncton-ban rendezett 2010-es férfi junior atlétika-világbajnokságon, 799 centiméteres ugrásával junior világbajnok lett. 2011-ben már felnőtt versenyeken indult, és ebben az évadban érkezett a vezető nemzetközi színtérre is, amikor a tegui világbajnokságon 821 centis ugrásával az ötödik helyen végzett.

### A törés
2011-ben akkora összeget megkeresett, hogy a nyomorban élő család számára már-már luxus körülményeket jelentett. A hirtelen jött gazdagság megzavarta az életét. A családja és a barátai anyagilag folyamatosan támaszkodtak rá és nagyon gyorsan adósságba esett. Mellette pedig a drogok rendszeres használója lett. Rászokott a kristály methre, pontosabban annak dél-afrikai verziójára, a “tik”-re. Edzője (Mario Smith) a saját költségén próbálta támogatni tehetséges tanítványát, aki azonban nem hallgatott rá. A 2011. március 22-én megrendezett országos versenyen doppingtesztje pozitív eredményt mutatott, mely miatt 18 hónap eltiltást kapott. Ezért lemaradt élete akkori nagy lehetőségéről a 2012-es londoni olimpiáról. Az ügyész eredetileg teljes kétéves tilalomra hivatkozott, de Manyonga edzője, Mario Smith – aki a doppingellenes törvényszék ügyvédje is volt - a szankció csökkentéséért, Manyonga szegény családi helyzetével érvelt. A bíróság a büntetés megállapításakor így összegzett: "Nem vitatható, hogy a sportoló hibás... de a kivételes társadalmi körülmények, amelyekkel sok fekete sportoló szembesül Dél-Afrikában, nem hagyható figyelmen kívül."  2014-ben, amikor újra versenyezhetett volna, edzője kitöltötte a szükséges papírokat a Brit Nemzetközösségi játékokon való részvételhez. Viszont Mario Smith formai hibát követett el, amely miatt Manyonga nem indulhatott és ezért összeveszett edzőjével és mentorával, aminek később jóvátehetetlen következménye lett. Smith éppen Mbekweni felé autózott, hogy tisztázza a félreértést versenyzőjével, amikor halálos autóbalesetet szenvedett. Újabb nyomorúságos, drogokkal súlyosbított időszak köszöntött be Manyonga életében.

### Újra egyenesben
Ezt követően Gideon Sam, a Dél-Afrikai Olimpiai Bizottság elnöke meglátogatta a távolugrót, családi otthonában. Megdöbbentették a sportoló életkörülményei, ezért kérte a bizottságot, hogy térítsék szállását és edzéseit a Pretoria Egyetem edzőközpontjában. Mindenki legnagyobb szerencséjére megkapta a támogatást. Manyonga pozitívan reagált és elfogadta a segítséget.
Rájöttem, hogy nincs más választásom. Tudtam, hogy vagy megragadom ezt az alkalmat, vagy harminc évesen kábítószer-túladagolásban fogok meghalni.
Miután 2012-ben kihagyott négy szabadtéri szezont, Manyonga 2015-ben kezdett el újra dolgozni és ekkor jelent meg életében egy ír testépítő-edző, John McGrath, aki által Manyonga 2016-ban tért vissza a szakmai pályaversenyekre. Senki nem hitt a kapcsolatuk sikerében, arra hivatkozva. hogy McGrath-nak nincs atlétikai edzői képesítése. 2016-ban viszont kiharcolták az olimpiai indulás jogát. Rio de Janeiróban, a távolugrás olimpiai döntőjében Manyonga 837 centiméteres egyéni csúcsa, “csak” az olimpiai ezüstéremhez volt elég. Az amerikai Jeff Henderson egyetlen centiméterrel ugrotta túl. 2017. április 22-én Potchefstroom-ban 865 centiméterig repült, mellyel toronymagasan vezette a szezonális világranglistát. A londoni vilagbajnokságon pedig felért a csúcsra, ugyanis 848 centiméteres ugrásával világbajnok lett.

### Dopping
2021-ben négy évre eltiltották, a 2019 novemberében elmaradt doppingvizsgálat valamint a 2020 áprilisában és októberében hibás vagy hiányos regisztrációk miatt.